# Œufs en couille d'âne
Les œufs en couille d'âne, ou œufs à la couille d'âne, sont une spécialité culinaire berrichonne.

## Ingrédients et préparation
Il s'agit d'œufs pochés dans du vin rouge. À la différence des œufs en meurette bourguignons, les œufs en couille d'âne sont pochés dans la sauce (vin, échalotes, fond brun) déjà réduite. Et surtout, dès que le blanc est pris, on y ajoute des morceaux de jambon fumé poêlés. La couille d'âne est une variété d'échalote-oignon produite en Berry.

## Accord mets/vin
Ce mets appelle un vin rouge gouleyant tel un châteaumeillant, un saumur, un reuilly, un saint-pourçain ou encore un côtes-d'auvergne.